# Albo d'oro del campionato macedone di calcio
La pagina elenca le squadre vincitrici del massimo livello del campionato macedone di calcio.

## Albo d'oro

### Tornei della Subassociazione calcistica di Skopje

#### Jugoslavia
- 1929  Pobeda Skopje
- 1932:  SSK Skopje
- 1933:  SSK Skopje
- 1934:  SSK Skopje
- 1936:  Gragjanski Skopje
- 1938:  Gragjanski Skopje
- 1939:  Gragjanski Skopje
- 1940:  SSK Skopje
- 1941:  SSK Skopje

#### Bulgaria
- 1942: Makedonija Skopje
- 1943: ZhSK Skopje
- 1944: ZhSK Skopje

### Jugoslavia
- 1958-1959  Pobeda
- 1959-1960  Pelister
- 1960-1961  Pelister
- 1961-1962  Pobeda
- 1962-1963  Pobeda
- 1963-1964  Bregalnica Štip
- 1964-1965  Teteks
- 1965-1966  Rabotnički
- 1966-1967  Bregalnica Štip
- 1967-1968  Rabotnički
- 1968-1969  Teteks
- 1969-1970  MIK Skopje
- 1970-1971  Kumanovo
- 1971-1972  Tikveš Kavadarci
- 1972-1973  Rabotnički
- 1973-1974  Teteks
- 1974-1975  Pelister

- 1975-1976  Bregalnica Štip
- 1976-1977  Rabotnički
- 1977-1978  Tikveš Kavadarci
- 1978-1979  Pobeda
- 1979-1980  Rabotnički
- 1980-1981  Pobeda
- 1981-1982  Pelister
- 1982-1983  Belasica
- 1983-1984  Bregalnica Štip
- 1984-1985  Teteks
- 1985-1986  Pobeda
- 1986-1987  Metalurg Skopje
- 1987-1988  Belasica
- 1988-1989  Borec Titov-Veles
- 1989-1990  Balkan Skopje
- 1990-1991  Makedonija G.P.
- 1991-1992  Sasa Makedonska Kamenica

### Prva Liga
| Anno      | Vincitore            | Secondo posto    | Capocannoniere                                    |
| --------- | -------------------- | ---------------- | ------------------------------------------------- |
| 1992-1993 | Vardar (1)           | Sileks Kratovo   | Saša Ḱiriḱ (Vardar) (36)                          |
| 1993-1994 | Vardar (2)           | Sileks Kratovo   | Zoran Boškovski (Sileks) (21)                     |
| 1994-1995 | Vardar (3)           | Sileks Kratovo   | Saša Ḱiriḱ (Vardar) (35)                          |
| 1995-1996 | Sileks Kratovo (1)   | Sloga Jugomagnat | Zoran Boškovski (Sileks) (20)                     |
| 1996-1997 | Sileks Kratovo (2)   | Pobeda           | Vančo Micevski e Miroslav Ǵokić (Sileks) (16)     |
| 1997-1998 | Sileks Kratovo (3)   | Sloga Jugomagnat | Vančo Atanasov (Belasica) (12)                    |
| 1998-1999 | Sloga Jugomagnat (1) | Sileks Kratovo   | Rogério Oliveira da Costa (Pobeda) (22)           |
| 1999-2000 | Sloga Jugomagnat (2) | Pobeda           | Argjend Beqiri (Sloga Jugomagnat) (19)            |
| 2000-2001 | Sloga Jugomagnat (3) | Vardar           | Argjend Beqiri (Sloga Jugomagnat) (27)            |
| 2001-2002 | Vardar (4)           | Belasica         | Miroslav Ǵokić (Pobeda) (22)                      |
| 2002-2003 | Vardar (5)           | Belasica         | Ljubiša Savić (Bregalnica, Sloga Jugomagnat) (25) |
| 2003-2004 | Pobeda (1)           | Sileks Kratovo   | Dragan Dimitrovski (Pobeda) (25)                  |
| 2004-2005 | Rabotnički' (1)      | Vardar           | Aleksandar Stojanovski (Belasica) (26)            |
| 2005-2006 | Rabotnički' (2)      | Makedonija G.P.  | Stevica Ristić (Sileks) (27)                      |
| 2006-2007 | Pobeda (2)           | Rabotnički       | Boban Jančevski (Bashkimi, Renova) (26)           |
| 2007-2008 | Rabotnički' (3)      | Milano Kumanovo  | Ivica Gligorovski (Milano) (15)                   |
| 2008-2009 | Makedonija G.P. (1)  | Milano Kumanovo  | Ivica Gligorovski (Milano) (14)                   |
| 2009-2010 | Renova (1)           | Rabotnički       | Bobi Božinovski (Rabotnicki) (15)                 |
| 2010-2011 | Škendija (1)         | Metalurg Skopje  | Hristijan Kirovski (Skopje) (20)                  |
| 2011-2012 | Vardar (6)           | Metalurg Skopje  | Filip Ivanovski (Vardar) (23)                     |
| 2012-2013 | Vardar (7)           | Metalurg Skopje  | Jovan Kostovski (Vardar) (22)                     |
| 2013-2014 | Rabotnički' (4)      | Turnovo          | Dejan Blaževski (Turnovo) (19)                    |
| 2014-2015 | Vardar (8)           | Rabotnički       | Izair Emini (Renova) (20)                         |
| 2015-2016 | Vardar (9)           | Škendija         | Besart Ibraimi (Škendija) (24)                    |
| 2016-2017 | Vardar (10)          | Škendija         | Besart Ibraimi (Škendija) (20)                    |
| 2017-2018 | Škendija (2)         | Vardar           | Ferhan Hasani e Besart Ibraimi (Shkendija) (22)   |
| 2018-2019 | Škendija (3)         | Vardar           | Vlatko Stojanovski (Renova) (18)                  |
| 2019-2020 | Vardar (11)          | Sileks Kratovo   | Daniel Avramovski (Vardar) 10)                    |
| 2020-2021 | Škendija (4)         | Shkupi           | Besart Ibraimi (Škendija) (24)                    |
| 2021-2022 | Shkupi (1)           | Brera Strumica   | Sunday Adetunji (Shkupi) (20)                     |
| 2022-2023 | Struga (1)           | Shkupi           | Besart Ibraimi (Struga) (18)                      |
| 2023-2024 | Struga (2)           | Škendija         | Aleksa Marušić (Voska Sport) (16)                 |
| 2024-2025 | Škendija (4)         | Sileks Kratovo   | Marko Gjorgjievski e Besart Ibraimi (15)          |

## Vittorie per squadra dal 1992
| Club             | Titoli | Anni |
| ---------------- | ------ | --- |
| Vardar           | 11     | 1992-1993, 1993-1994, 1994-1995, 2001-2002, 2002-2003, 2011-2012, 2012-2013, 2014-2015, 2015-2016, 2016-2017, 2019-2020 |
| Škendija         | 5      | 2010-2011, 2017-2018, 2018-2019, 2020-2021, 2024-2025                                                                   |
| Rabotnički       | 4      | 2004-2005, 2005-2006, 2007-2008, 2013-2014                                                                              |
| Sloga Jugomagnat | 3      | 1998-1999, 1999-2000, 2000-2001                                                                                         |
| Sileks Kratovo   | 3      | 1995-1996, 1996-1997, 1997-1998                                                                                         |
| Pobeda           | 2      | 2003-2004, 2006-2007 |
| Struga           | 2      | 2022-2023, 2023-2024 |
| Renova           | 1      | 2009-2010 |
| Makedonija G.P.  | 1      | 2008-2009 |
| Shkupi           | 1      | 2021-2022 |